# Неизвестный по имени царь Харакены (II век, «арамейская серия»)
Неизвестный по имени царь Харакены («арамейская серия») — правитель Харакены во II веке.
О правившем во II веке (Д. Сиэ относит период его правления ко второй половине) неизвестном по имени царе Харакены известно из обнаруженного нумизматического материала. Как отметили исследователи, бронзовые тетрадрахмы этого властителя, относящиеся к «арамейской серии», выпускались после тех, что чеканил Банага. В отличие от других монет здесь голова правителя изображена без бороды. На реверсе традиционный образ сидящего Геракла заменен на погрудный портрет мужчины, похожего на изображённого на аверсе, но с отличающейся причёской и без диадемы. После этого правителя следуют монеты от Маги.